# 嘉拉溫
嘉拉溫（又譯作蓋拉溫，約1222年—1290年），欽察人，埃及馬木留克王朝第七代蘇丹。30歲時才被賣到埃及，因此阿拉伯語說得不流利。埃及人稱他為阿爾‧艾爾菲（千之人），因為是被人用一千第納爾買回來的。

## 生平
嘉拉溫與拜巴爾一世因開罪馬木魯克第二任蘇丹而逃亡大馬士革，曾是拜巴爾的部下。1279年11月，推翻了拜巴爾的兒子而當上蘇丹。
曾在1281年於敘利亞霍姆斯城打敗蒙古軍，永久阻止蒙古人進軍埃及。又曾徵召高加索的切爾克斯人為兵，擊潰十字軍國家，而被稱作「宗教之劍」。
1290年11月15日，病逝於開羅，享年70歲。兩位兒子先後任為蘇丹，而納西爾·穆罕默德在位的30年，是埃及最繁榮的年代。